# 王一桥
王一桥（英語：Blair，1998年10月30日—），原名王玥，中国女歌手、舞者，出生于四川成都。为前Mera女团成员，是团内的Rapper、舞蹈担当及忙内。

## 经历
曾被美国宾州州立大学帕克校区录取，但为了梦想放弃赴美留学。
2017年，在Mera出道。同年10月，随组合受邀参加巴黎春夏时装周。11月，随组合获得亚洲音乐盛典年度荣誉新人组合奖。
2018年，用英文名Blair参加《创造101》，在第一轮被淘汰，排名75。同年8月，组合发布出道一周年单曲《First Date》。
2019年，转型为新锐唱作人，先后发表个人单曲。
2020年，改名王一桥成为“复读生”参加《创造营2020》，獲得第17名。

## 音乐作品

### 个人单曲
| 发行时间 | 歌曲名称（歌曲说明）       |
| 2019     | 《好奇怪》                 |
| 2019     | 《Unicorn 》               |
| 2019     | 《失眠》                   |
| 2019     | 《我昨晚和月亮的谈话内容》 |
| 2020     | 《好久不见》               |
| 2021     | 《Summer Train》与张洢豪   |
| 2021     | 《Surprise（Winter.Ver）》 |
| 2021     | 《Sunday Blues》           |
| 2021     | 《辣妹人生愿望清单》       |
| 2021     | 《马克》                   |

### 创造101时期
| 发行时间 | 歌曲名称（歌曲说明）                       | 原唱者        |
| 2018     | 《快乐崇拜》（初舞台、与队友紫宁）         | 潘玮柏        |
| 2018     | 《创造101》（同名主题曲）                  | 创造101练习生 |
| 2018     | 《异类》 （《创造101》第一次公演表演曲目） | 华晨宇        |

### 创造营2020时期
| 发行时间 | 歌曲名称（歌曲说明）                                                                         | 原唱者           |
| 2020     | 《好久不见》（初舞台）                                                                       | 原创歌曲         |
| 2020     | 《You can't stop me》 （初舞台，与蘇芮琪、林君怡）                                           | Andy Mineo       |
| 2020     | 《刀劍如夢》 （第一次公演，与妙靜鷗、沈小婷、劉詩琦等选手参演）                              | 周華健           |
| 2020     | 《你最最最重要》（主题曲）                                                                   | 创造营2020练习生 |
| 2020     | 《River》 （第二次公演位置测评「不敢戰隊」特别表演曲目，與趙粵、馬思惠、徐藝洋及華承妍參演） | Bishop Briggs    |
| 2020     | 《Ice Queen》 （第三次公演，與希林娜依·高、李夢琦、仲菲菲、田京凡及孫珍妮參演）              | 创造营2020练习生 |

## 综艺节目
| 日期                            | 播出平台 | 节目                  | 期数              | 备注                       |
| ------------------------------- | -------- | --------------------- | ----------------- | -------------------------- |
| 2017年11月19日 - 2017年11月20日 | 腾讯视频 | 不可思议的妈妈 第一季 | 9、10             | 与紫宁                     |
| 2018年3月10日                   | 浙江卫视 | 异口同声 第一季       | 4                 | 与Mera成员泽雨、心雨、芮萌 |
| 2018年4月21日 - 2018年6月23日   | 腾讯视频 | 创造101               | 1-4（第一轮淘汰） | 与紫宁、芮萌               |
| 2020年5月2日 -                  | 腾讯视频 | 创造营2020            | 1-9（第三輪淘汰） | 與蘇芮琪、林君怡           |

## 外部連結
- 王一桥的新浪微博
- Blair的Instagram帳戶